# Via delle Brache
Via delle Brache è una strada del centro storico di Firenze, che si sviluppa da via dei Neri a piazza de' Peruzzi.

## Storia
La strada (di dimensioni oltremodo ridotte tanto che al il suo primo tratto meglio si adatterebbe il termine chiasso) nel corso del tempo ha avuto le denominazioni di via dei Legnaioli, via dei Vaselli, via dei Vagellai e chiasso Calabrache, dal quale presumibilmente discende l'attuale nome, peraltro di non chiara motivazione, anche se si può supporre faccia riferimento all'uso di utilizzare il chiasso per espletare i propri bisogni fisiologici. Altre volte il toponimo "brache" è riferito a una biforcazione (come quella delle gambe dei pantaloni), ma non sembra plausibile in questo caso, non essendo la strada interessata da bivi fin dall'antico.
Per l'andamento non rettilineo, per la presenza di una lastrico alla rinfusa ancora ben conservata e per lo sporto sorretto da possenti mensoloni in pietra che ne caratterizza il primo tratto determinando una serie di volumi oltremodo articolati, la strada è da segnalare come una delle più 'pittoresche' della zona, capace di restituire ancora l'atmosfera della Firenze antica.

## Descrizione

### Edifici
| Immagine | N°    | Nome                   | Descrizione |
| -------- | ----- | ---------------------- | --- |
| Sporti   | s. n. | Palazzo Grifoni-Libri  | Il grande edificio presenta caratteri che ne fanno risalire l'edificazione tra la fine del Trecento e i primi del Quattrocento, quando formava un'unica fabbrica con il palazzo Nori al n. 6, apparendo decisamente rappresentativo di quello che Walther Limburger definiva "stile di transizione". Già dei Rustici e dei Davanzati, è stato (oramai separato dal precedente e a partire dalla metà del Cinquecento) a lungo della famiglia Grifoni, che a metà Settecento ne condivideva in parte la proprietà con quella dei Libri.                                 |
|          | 2     | Casa Nesi              | Così Marcello Jacorossi (in Palazzi 1972): "La breve facciata è a tre piani, più un quarto modernamente aggiunto. Ha tre cornici di ricorso in pietra sotto le finestre che al primo e al secondo piano sono centinate e adorne di pietrami spianati alla martellina. Il terzo piano ha finestre quadrate con pietrami e cardinaletto. Non esiste più la porta originale. Insieme con le case corrispondenti sulla via de' Benci fu antico possesso dei Peruzzi. Nel XVI secolo apparteneva ai Nesi. Fra le due finestre del secondo piano è un anello portabandiera". |
|          | s.n.  | San Jacopo tra i Fossi | Circa metà della strada è leggibile quella che era la primitiva facciata romanica della chiesa di San Jacopo tra' Fossi, poi rovesciata e nuovamente definita alla fine del Trecento su via de' Benci al momento dell'atterramento della seconda cerchia di mura che qui passava e della conseguente realizzazione di quella che era allora la via del Fosso. |
|          | 22r   | Palazzo Peruzzi-Lotti  | La parte inferiore presenta due grandi arcate a sbarre con armille di pietra e tre piccole finestre quadrate. Sopra questo basamento erano un tempo degli sporti in seguito abbattuti. Era uno dei molti palazzi che aggruppati intorno alla piazza o corte dei Peruzzi servivano di dimora ai diversi rami nei quali era divisa la famiglia, numerosa dal XIII al XV secolo. L'edificio si affaccia anche su piazza Peruzzi 1 e su via de' Benci, accanto all'arco dei Peruzzi.                                                                                       |
|          | s. n. | Palazzo Salutati       | Il palazzo sorge tra via delle Brache, piazza Peruzzi e via del Canto Rivolto su antiche preesistenze di proprietà della famiglia Peruzzi. Fu successivamente della famiglia Salutati e qui, come riportano le cronache, si svolsero i funerali del cancelliere della Repubblica fiorentina Coluccio Salutati, prima che la salma venisse trasportata in Santa Croce. Il prospetto dell'antica fabbrica si presenta oggi nelle forme assunte a seguito di un radicale intervento di riconfigurazione che si dovrebbe datare al Settecento.                             |

### Tabernacoli

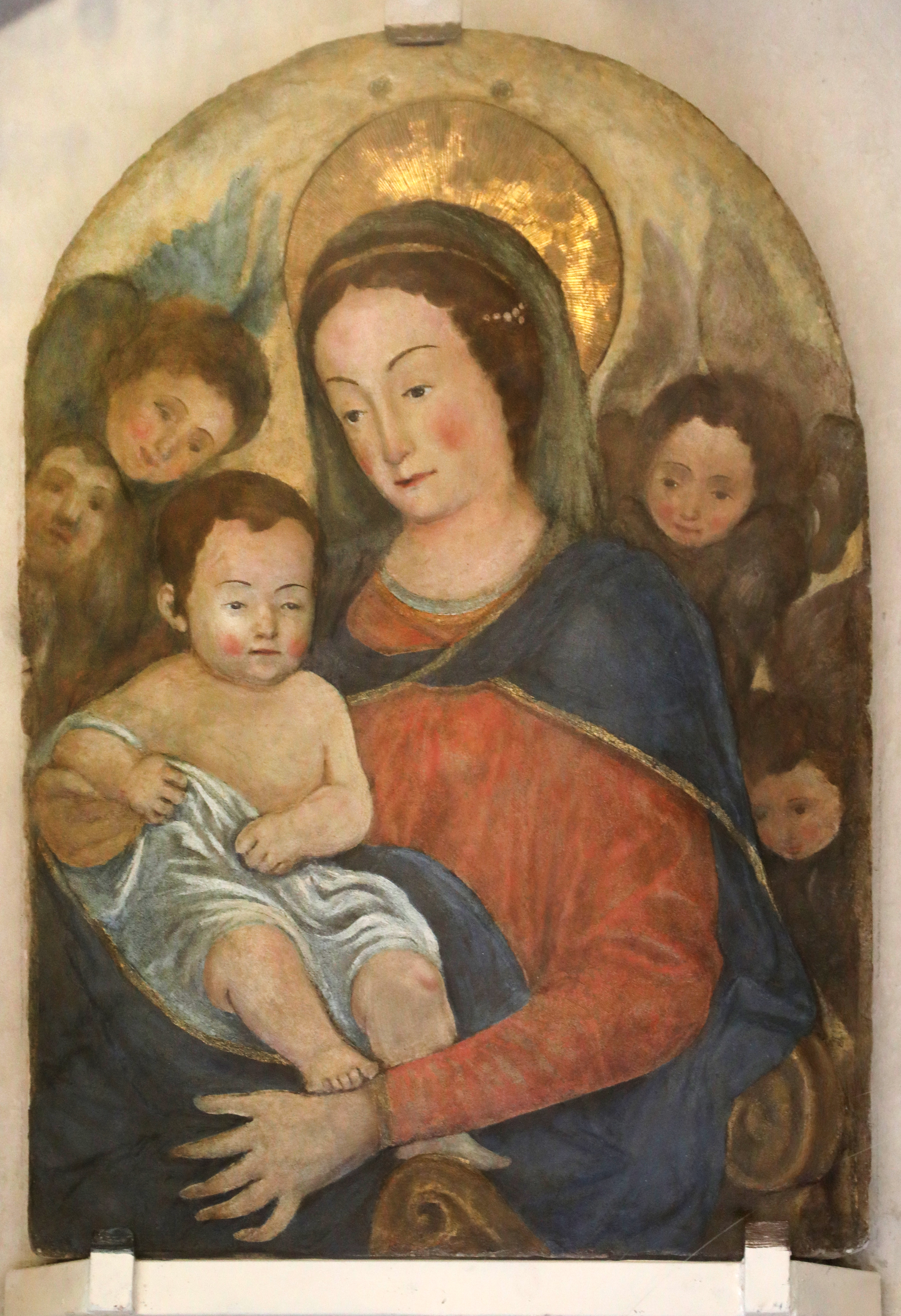
Il tabernacolo con rilievo da una Madonna del Rossellino

Sotto gli sporti di palazzo Grifoni-Libri si trova oggi una semplice nicchia vuota. Tuttavia il repertorio dei tabernacoli del Guarnieri riporta come qui fosse conservata una Madonna col Bambino e angeli in stucco, buona copia antica di un prototipo di Antonio Rossellino (la Madonna di Leningrado), dotata di cornice originale e qui collocata ai primi del Novecento. L'autore la dice la migliore tra le copie sparese in altri tabernacoli cittadini (via dei Pescioni, via Faenza, piazzale Donatello, via Montanelli). Rimossa per un certo periodo per restauri, è stata ricollocata nel 2022, pur priva della cornice. 

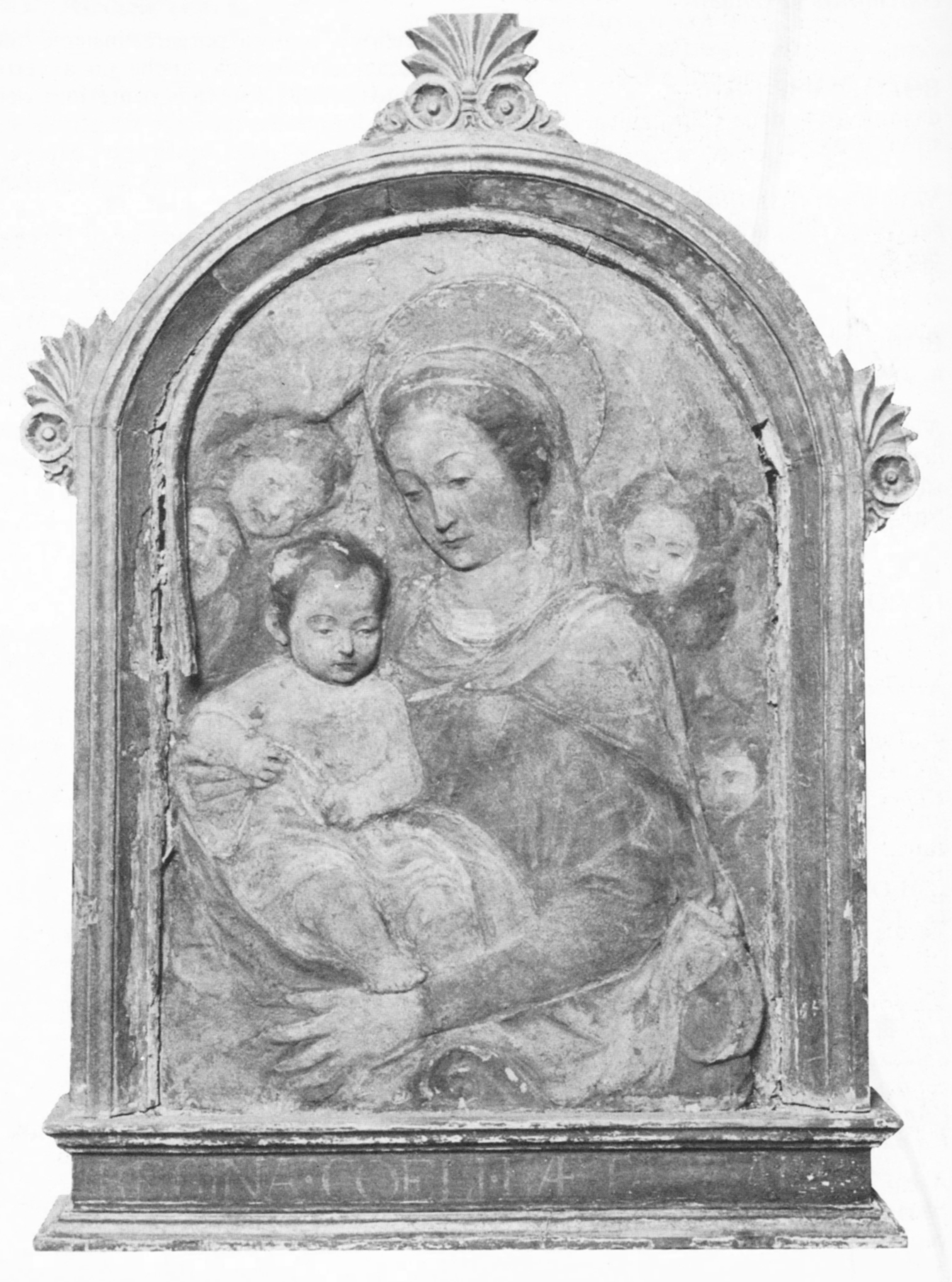
Foto antica del tabernacolo
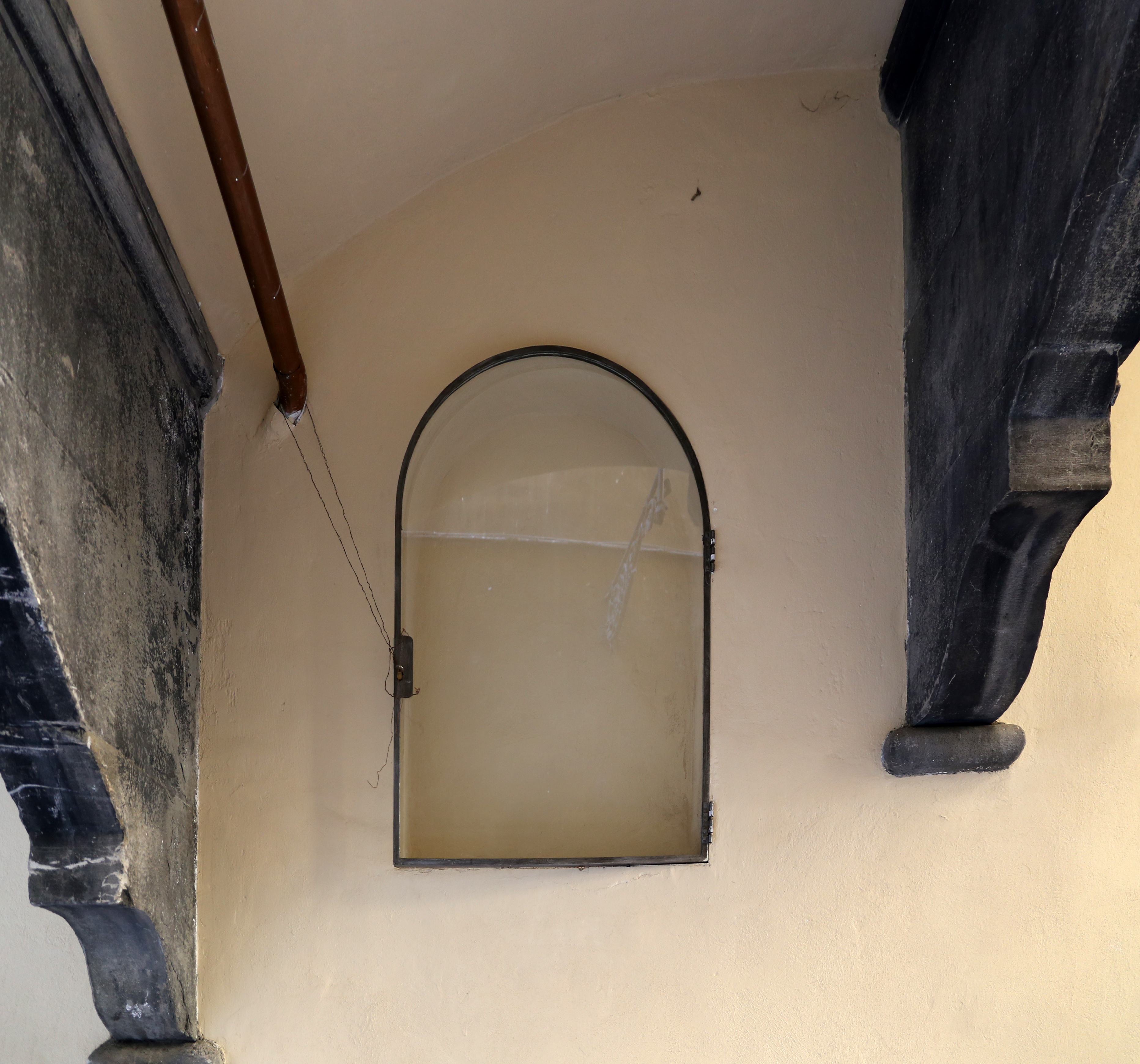
Il tabernacolo durante il restauro dell'immagine